# Mike Casselman
Michael Steven „Mike“ Casselman (* 23. September 1968 in Morrisburg, Ontario) ist ein ehemaliger kanadischer Eishockeyspieler, der in seiner aktiven Zeit von 1987 bis 2004 unter anderem für die Florida Panthers in der National Hockey League, sowie den EV Landshut, die München Barons, Hannover Scorpions und Moskitos Essen in der DEL gespielt hat.

## Karriere
Mike Casselman begann seine Karriere als Eishockeyspieler in der Mannschaft der Clarkson University, in der er von 1987 bis 1991 aktiv war. In diesem Zeitraum wurde er im NHL Supplemental Draft 1990 als dritter Spieler von den Detroit Red Wings ausgewählt, für die er allerdings nie spielte. Stattdessen stand er in der Saison 1991/92 für Toledo Storm in der East Coast Hockey League auf dem Eis, ehe er von 1992 bis 1995 für Detroits Farmteam aus der American Hockey League, die Adirondack Red Wings, auflief. Am 31. Oktober 1995 erhielt der Angreifer einen Vertrag als Free Agent bei den Florida Panthers, für die er am 24. Februar 1996 sein Debüt in der National Hockey League gab, wobei er in drei Spielen punkt- und straflos blieb. Den Rest der Spielzeit verbrachte der Linksschütze bei Floridas AHL-Farmteam, den Carolina Monarchs.
Am 24. September 1997 wurde Casselman von den San Jose Sharks als Free Agent verpflichtet, nachdem er im Vorjahr bereits für deren Farmteam, die Cincinnati Cyclones aus der International Hockey League, gespielt hatte. In der Saison 1997/98 stand Casselman sowohl für die Cyclones in der IHL, als auch die Rochester Americans in der AHL auf dem Eis. Nach der Spielzeit wechselte der Kanadier zum EV Landshut in die DEL. Nachdem dieser im Anschluss an die Saison 1998/99 seine DEL Lizenz verkaufte, schloss sich der Flügelspieler den neugegründeten München Barons an, mit denen er in der Saison 1999/2000 Deutscher Meister wurde. Zu diesem Erfolg trug er mit zwölf Scorerpunkten als Topscorer der DEL-Playoffs bei. Im Anschluss an den Gewinn des Meistertitels verließ Casselman die Münchner und spielte je ein Jahr lang für die Hannover Scorpions und die Moskitos Essen, wobei er letztere aufgrund ihres Lizenzentzuges verließ. Seine Karriere beendete er bei seinem Ex-Club Cincinnati Cyclones, für den er bis 2004 in der ECHL auf dem Eis stand, in die Cincinnati nach Auflösung der IHL 2001 aufgenommen wurde.

## Erfolge und Auszeichnungen
- 1992 ECHL Second All-Star Team
- 1996 AHL All-Star Classic
- 2000 Deutscher Meister mit den München Barons
- 2000 Topscorer der DEL-Playoffs